# Ciasteczkowe filmy
Ciasteczkowe filmy (ang. Cookie’s Crumby Pictures, 2014) – amerykański serial animowany.
Premiera serialu w Polsce miała miejsce 12 stycznia 2015 roku na kanale MiniMini+ w bloku Sezamkowy zakątek.

## Opis fabuły
Serial opisuje przygody niebieskiego stworka z Ulicy Sezamkowej – Ciasteczkowego Potwora, który wciela się w rolę różnych bohaterów z filmów (np. Piraci z Karaibów, Władca Pierścieni czy Życie Pi). Główny bohater pokaże najmłodszym dzieciom, jak zachować się w sytuacjach, z którymi spotykają się na co dzień.

## Wersja polska
Opracowanie wersji polskiej: na zlecenie platformy nc+ – Start International Polska

Reżyseria: Paweł Galia

Dialogi polskie: Piotr Radziwiłowicz

Dźwięk i montaż: Jerzy Wierciński

Kierownictwo produkcji: Anna Kuszewska

Wystąpili:
- Jakub Wieczorek – Ciasteczkowy Potwór
- Przemysław Nikiel – Narrator

W pozostałych rolach:
- Joanna Pach
- Monika Wierzbicka
- Ewa Serwa
- Mieczysław Morański
- Zuzanna Galia
- Agnieszka Mrozińska-Jaszczuk
- Jarosław Domin
- Katarzyna Łaska
- Jakub Szydłowski
- Andrzej Chudy
- Anna Sztejner
- Katarzyna Owczarz
- Krzysztof Szczerbiński
- Paweł Ciołkosz
- Janusz Zadura – Grover (odc.9)
- Mirosław Wieprzewski

i inni
Lektor: Paweł Galia

## Spis odcinków
| Premiera odcinka | Nr | Polski tytuł                        | Angielski tytuł                        |
| ---------------- | -- | ----------------------------------- | -------------------------------------- |
|                  |    |                                     |                                        |
| SERIA PIERWSZA   |    |                                     |                                        |
|                  |    |                                     |                                        |
| 12.01.2015       | 01 | Szpieg, który kochał ciacha         | The Spy Who Loved Cookies              |
|                  |    |                                     |                                        |
| 13.01.2015       | 02 | Ciachate Kid                        | The Biscotti Kid                       |
|                  |    |                                     |                                        |
| 14.01.2015       | 03 | Ciacha z Karaibów                   | Cookies of the Caribbean               |
|                  |    |                                     |                                        |
| 15.01.2015       | 04 | Sernicy                             | Les Mousserables                       |
|                  |    |                                     |                                        |
| 16.01.2015       | 05 | Ciastko z krainy Oz                 | The Cookie of Oz                       |
|                  |    |                                     |                                        |
| 17.01.2015       | 06 | Kiedy Ciasteczkowy poznał Sally     | When Cookie Met Sally                  |
|                  |    |                                     |                                        |
| 18.01.2015       | 07 | Władca okruszków                    | The Lord of the Crumbs                 |
|                  |    |                                     |                                        |
| 19.01.2015       | 08 | Igrzyska żarcia w pierścieniu futra | The Hungry Games Catching Fur          |
|                  |    |                                     |                                        |
| 20.01.2015       | 09 | Gwiezdne torty                      | Star S’mores                           |
|                  |    |                                     |                                        |
| 21.01.2015       | 10 |                                     | Furry Potter and the Goblet of Cookies |
|                  |    |                                     |                                        |
| 22.01.2015       | 11 | Życie Pi Szingera                   | The Life of Whoopie Pie                |
|                  |    |                                     |                                        |
| 23.01.2015       | 12 | Zmierzch przed ciachem              | Twilight: Breaking Cookie              |
|                  |    |                                     |                                        |
| 24.01.2015       | 13 | Obiadek Tytanów                     | Nosh of the Titans                     |
|                  |    |                                     |                                        |
|                  | 14 |                                     | The Aveggies                           |
|                  |    |                                     |                                        |
|                  | 15 |                                     | Jurassic Cookie                        |
|                  |    |                                     |                                        |